# Lijst van voetbalinterlands Bosnië en Herzegovina - Slowakije
Deze lijst van voetbalinterlands is een overzicht van alle officiële voetbalwedstrijden tussen de nationale teams van Bosnië en Herzegovina en Slowakije. De landen speelden tot op heden vijf keer tegen elkaar. De eerste ontmoeting, een  vriendschappelijke interland, werd gespeeld in Bratislava op 17 november 2010. Het laatste duel, een kwalificatiewedstrijd voor het Europees kampioenschap voetbal 2024, vond plaats op 19 november 2023 in Zenica.

## Wedstrijden
| № | Plaats     | Datum             | Competitie           | Wedstrijd                   | Uitslag |
| - | ---------- | ----------------- | -------------------- | --------------------------- | ------- |
| 1 | Bratislava | 17 november 2010  | Vriendschappelijk    | Slowakije – Bosnië en Herz. | 2 – 3   |
| 2 | Zenica     | 6 september 2013  | WK 2014 kwalificatie | Bosnië en Her. – Slowakije  | 0 – 1   |
| 3 | Žilina     | 10 september 2013 | WK 2014 kwalificatie | Slowakije − Bosnië en Herz. | 1 − 2   |
| 4 | Bratislava | 26 maart 2023     | EK 2024 kwalificatie | Slowakije − Bosnië en Herz. | 2 − 0   |
| 5 | Zenica     | 19 november 2023  | EK 2024 kwalificatie | Bosnië en Her. − Slowakije  | 1 − 2   |

## Samenvatting
| Competitie        | Totaal gespeeld | Winst Bosnië en Her. | Gelijk | Winst Slowakije | Doelsaldo Bosnië en Her. – Slowakije |
| ----------------- | --------------- | -------------------- | ------ | --------------- | ------------------------------------ |
| WK-kwalificatie   | 2               | 1                    | 0      | 1               | 2 − 2                                |
| EK-kwalificatie   | 2               | 0                    | 0      | 2               | 1 − 4                                |
| Vriendschappelijk | 1               | 1                    | 0      | 0               | 3 − 2                                |
| Totaal            | 5               | 2                    | 0      | 3               | 6 − 8                                |

Wedstrijden bepaald door strafschoppen worden, in lijn met de FIFA, als een gelijkspel gerekend.

## Details

### Eerste ontmoeting
| Vriendschappelijk (Bratislava, Slowakije, 17 november 2010): |              | |
| Slowakije | 2 – 3        | Bosnië en Herzegovina |
| Filip Šebo 3' Peter Grajciar 63' | goals        | 28' Haris Međunjanin 50' Miralem Pjanić 60' Edin Džeko |
| Vladimír Weiss | bondscoach   | Safet Sušić |
| Ján Mucha 83' Peter Pekarík 79' Kornel Saláta Ján Ďurica Filip Šebo Miroslav Karhan Stanislav Šesták 46' Marek Sapara 46' Vladimír Weiss 61' Erik Jendrišek Miroslav Stoch 61' | opstellingen | Ibrahim Šehić 79' Ognjen Vranješ Boris Pandža Emir Spahić Senad Lulić Elvir Rahimić Haris Međunjanin 85' Miralem Pjanić 75' Zvjezdan Misimović 62' Sejad Salihović 83' Edin Džeko |
| Peter Grajciar 46' Marek Hamšík 46' Filip Hološko 61' Radoslav Zabavník 61' Kamil Kopúnek 79' Dušan Perniš 83'                                                                 | wissels      | 62' Muhamed Subašić 75' Zlatan Muslimović 79' Muhamed Bešić 83' Vedad Ibišević 85' Senijad Ibričić                                                                                |
| Erik Jendrišek ??' Filip Hološko ??' | gele kaarten | ??' Ognjen Vranješ |
| - Debuut van Ibrahim Šehić, Ognjen Vranješ, Muhamed Bešić en Muhamed Subašić voor Bosnië.                                                                                      |              | |

### Tweede ontmoeting
| WK 2014 kwalificatie (Zenica, Bosnië en Herzegovina, 6 september 2013): |              | |
| Bosnië en Herzegovina | 0 – 1        | Slowakije |
| | goals        | 77' Viktor Pečovský |
| Safet Sušić | bondscoach   | Ján Kozák |
| Asmir Begović Avdija Vršajević 65' Ermin Bičakčić Emir Spahić Miralem Pjanić Zvjezdan Misimović 78' Edin Džeko Sejad Salihović Senad Lulić Haris Međunjanin 82' Vedad Ibišević | opstellingen | Ján Mucha Peter Pekarík Martin Škrtel Ján Ďurica Vladimír Weiss 60' Stanislav Šesták 86' Adam Nemec Tomáš Hubočan 72' Marek Hamšík Juraj Kucka Viktor Pečovský |
| Edin Višća 65' Miroslav Stevanović 78' Izet Hajrović 82' | wissels      | 60' Erik Jendrišek 72' Karim Guédé 86' Martin Jakubko |
| | gele kaarten | 56' Stanislav Šesták |
| - Debuut van Izet Hajrović (Grasshopper-Club) voor Bosnië en Herzegovina. |              | |

### Derde ontmoeting
| WK 2014 kwalificatie (Žilina, Slowakije, 10 september 2013):                                                                                                   |              | |
| Slowakije | 1 – 2        | Bosnië en Herzegovina |
| Marek Hamšík 42' | goals        | 70' Ermin Bičakčić 78' Izet Hajrović |
| Ján Kozák | bondscoach   | Safet Sušić |
| Ján Mucha Peter Pekarík Martin Škrtel Ján Ďurica Vladimír Weiss 82' Stanislav Šesták 62' Adam Nemec 82' Marek Hamšík Tomáš Hubočan Juraj Kucka Viktor Pečovský | opstellingen | Asmir Begović Ermin Bičakčić Emir Spahić Miralem Pjanić 76' Zvjezdan Misimović 47' Mensur Mujdža 69' Sejad Salihović Haris Međunjanin Senad Lulić Vedad Ibišević Edin Džeko |
| Erik Jendrišek 62' Martin Jakubko 82' Róbert Mak 82' | wissels      | 47' Adnan Zahirović 69' Edin Višća 76' Izet Hajrović |
| Tomáš Hubočan 82' | gele kaarten | 29' Miralem Pjanić 81' Vedad Ibišević 81' Haris Međunjanin 87' Asmir Begović                                                                                                |